# Cisalak (Cibeber)
Cisalak is een bestuurslaag in het regentschap Cianjur van de provincie West-Java, Indonesië. Cisalak telt 5757 inwoners (volkstelling 2010).